# Viniv
 (avril 2024).
Si vous disposez d'ouvrages ou d'articles de référence ou si vous connaissez des sites web de qualité traitant du thème abordé ici, merci de compléter l'article en donnant les références utiles à sa vérifiabilité et en les liant à la section « Notes et références ».
Viniv, créée en 2011, est une société de négoce de vin qui fait partie de la holding JMC Domaines Jean-Michel Cazes Lynch Bages & Co. qui regroupait déjà les châteaux Lynch-Bages et Les Ormes de Pez, dans le Bordelais, et le domaine des Sénéchaux, à Châteauneuf-du-Pape. Installée dans la Gironde, depuis 2009, elle était une filiale de la Crushpad californienne, une urban winery, qui fut déclarée en faillite en 2012. Crushpad Bordeaux coupa alors tous liens avec sa société mère et se rapprocha financièrement de la famille Cazes. Son but resta identique, proposer à sa clientèle d'élaborer dans ses chais de Pauillac un vin personnalisé sur la base de cépages bordelais.

## Histoire
Le succès dans de Crushpad Bordeaux menant a une manque de capacité de production au Chateau Teyssier à partir de 2011, la structure mena un projet pour trouver un nouveau lieu de production. Après la faillite de la Crushpad de Sonoma, l'inquiétude gagna l'Europe où la Crushpad Bordeaux. Stephen Bolger, fondateur et directeur général de la structure française, envoya un email à sa clientèle les rassurant.
La Revue du vin de France, dans le cadre de ses trophées du vin, décerna à Stephen Bolger et à Jean-Charles Cazes, le prix de l'innovation pour l'année 2013 pour Crushpad Bordeaux, les félicitant d'une idée simple et lumineuse : permettre de réaliser son vin, comme le ferait un professionnel. Mais dès le début août 2012, Crushpad Bordeaux dut couper d'urgence les ponts avec la Crushpad de  Californie, tombée en faillite.